# قرار مجلس الأمن التابع للأمم المتحدة رقم 317
قرار مجلس الأمن الدولي رقم 317 لعام 1972 بتاريخ 21 يوليو حيث أعرب مجلس الأمن فيه عن أسفه لتخلف إسرائيل عن إعادة رجال الجيش والأمن السوريين واللبنانيين المخطوفين ودعوتها إلى إعادتهم دون تأخير.